# リオトルト

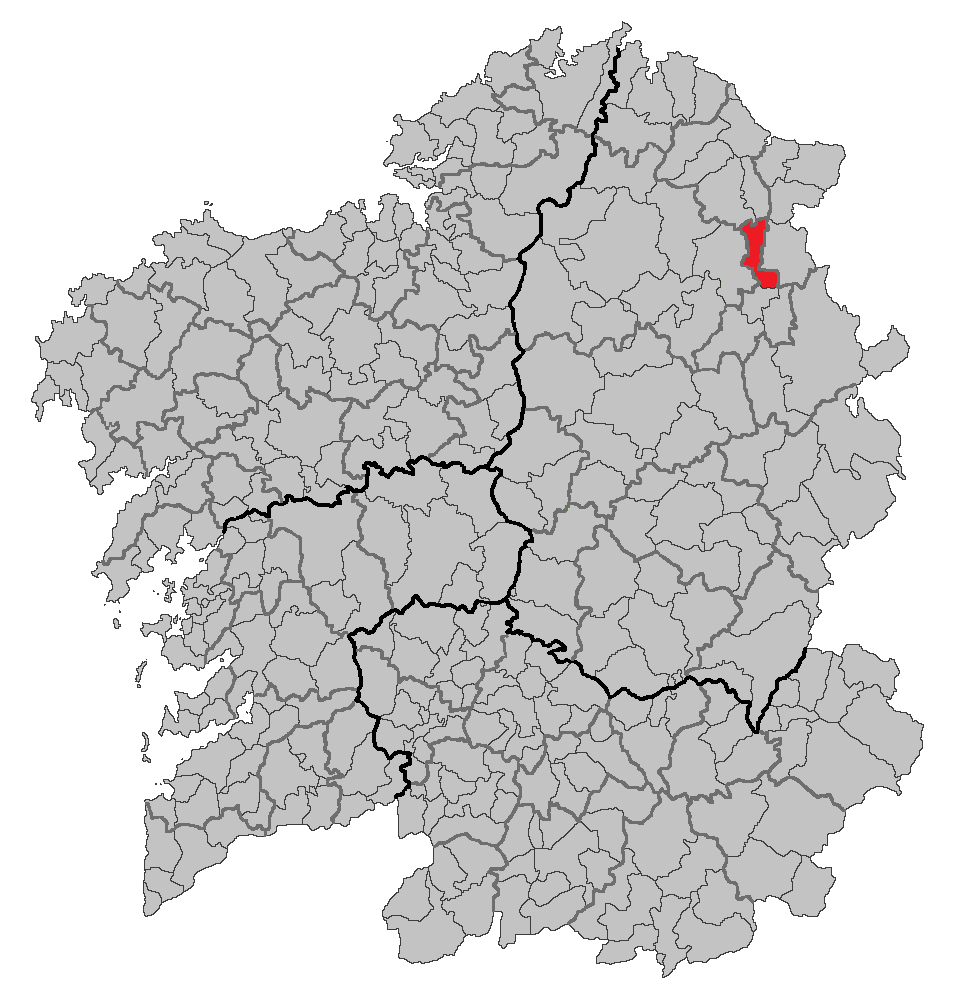
ガリシア州内の位置

リオトルト（Riotorto）は、スペイン、ガリシア州、ルーゴ県の自治体、コマルカ・デ・メイラに属す。ガリシア統計局によれば、2012年の人口は1,439人（2011年：1,466人、2009年：1,522人、2006年:1,634人、2005年：1,669人、2004年：1,726人、2003年：1,762人）。住民呼称は、男女同形のriotortense、またはriotorteño/-a。
ガリシア語話者の自治体住民に占める割合は98.64%（2001年）。

## 地理
リオトルトはルーゴ県の北東部に位置し、コマルカ・デ・メイラに属する。北はモンドニェードとロウレンサーと、東はトラバーダとア・ポンテノーバと、南はア・フォンサグラーダとメイラと、西はア・パストリーサの各自治体と隣接する。自治体中心地区はリオトルトと教区のアス・ロドリーガス地区。
リオトルトはモンドニェード司法管轄区に属す。
モンドニェード＝フェロル司教区のミランダ首席司祭区に属する。

### 人口
住民は8の教区の64の地区（集落）に居住する。
| リオトルトの人口推移 1900－2010                         |
|                                                         |
| 出典:INE（スペイン国立統計局）1900年 - 1991年、1996年 - |

## 政治
自治体首長はガリシア民族主義ブロック（BNG）のフェデリーコ・ショセ・グティエレス・エストーア（Federico Xosé Gutiérrez Estoa）、自治体評議員は、ガリシア国民党（PPdeG）：4、ガリシア民族主義ブロック：4、ガリシア社会党（PSdeG-PSOE）：1となっている（2011年5月22日の自治体選挙結果、得票順）。
| 1999年6月13日自治体選挙 |        |        |          |
| 政党                    | 得票数 | 得票率 | 獲得議席 |
| PPdeG                   | 719    | 49.65% | 6        |
| BNG                     | 555    | 38.33% | 4        |
| PSdeG-PSOE              | 152    | 10.50% | 1        |

| 2003年5月25日自治体選挙 |        |        |          |
| 政党                    | 得票数 | 得票率 | 獲得議席 |
| PPdeG                   | 769    | 54.54% | 5        |
| BNG                     | 515    | 36.52% | 4        |
| PSdeG-PSOE              | 119    | 8.44%  | 0        |

| 2007年5月27日自治体選挙 |        |        |          |
| 政党                    | 得票数 | 得票率 | 獲得議席 |
| PPdeG                   | 515    | 39.95% | 4        |
| BNG                     | 403    | 31.26% | 3        |
| TEGA                    | 227    | 17.61% | 1        |
| PSdeG-PSOE              | 139    | 10.78% | 1        |

| 2011年5月22日自治体選挙 |        |        |          |
| 政党                    | 得票数 | 得票率 | 獲得議席 |
| PPdeG                   | 585    | 48.67% | 4        |
| BNG                     | 470    | 39.10% | 4        |
| PSdeG-PSOE              | 137    | 11.40% | 1        |

## 教区
リオトルトは8の教区に分けられる。太字は自治体中心地区のある教区。
- アルドゥルフェ（サン・ペドロ）
- エスパサンデ・デ・バイショ（サンタ・マリーア）
- フェレイラベージャ（サン・シジャーオ）
- ガレーゴス（サンタ・マリーア）
- ア・ムシュエイラ（サン・ロウレンソ）
- ア・オレア（サンタ・コンバ）
- リオトルト（サン・ペドロ）
- サンタ・マルタ・デ・メイラン（サンタ・マルタ）